# جوان بيرت
جوان بيرت هي مهندسة معمارية كندية، ولدت في 1930 في تورونتو في كندا.